# АИ-2
Аптечка индивидуальная АИ-2 (АИ-II) — устаревшее штатное средство оказания само- и взаимопомощи в случае ранений или поражений оружием массового поражения. Заменено аптечкой АИ-4.
В соответствии с Приказом МЧС России от 23.12.2005 г. № 999 «Об утверждении Порядка создания нештатных аварийно-спасательных формирований» в качестве медицинского имущества в обязательный табель оснащения нештатных аварийно-спасательных формирований (НАСФ) входят: индивидуальный противохимический пакет, комплект индивидуальный медицинский гражданской защиты (КИМГЗ), комплект индивидуальный противоожоговый с перевязочным пакетом, носилки мягкие бескаркасные огнестойкие (огнезащитные), санитарная сумка с укладкой для оказания первой помощи. В настоящее время аптечками данного типа личный состав армейских подразделений, силовых структур и экстренных служб не оснащается.

## Аптечка индивидуальная АИ-2
Была разработана как штатное средство первой медицинской помощи для силовых структур и сил гражданской обороны в СССР. В условиях тотального военного конфликта с применением оружия массового поражения должна была быть роздана гражданскому населению в зонах, близких к очагам поражения.
Выглядит как ярко-оранжевая пластиковая коробочка размера 9 см × 10 см × 2 см с надписью «Аптечка индивидуальная», крестом в круге и выступами для удержания. Внутри — несколько ячеек для лекарств, пеналы с лекарствами, инструкция.

## Нормативные документы для производства и применения
Производство и применение АИ-2 запрещено Приказом Минздравсоцразвития России от 10.04.2012 г. № 335 «О признании не действующим на территории Российской Федерации Приказа Министерства здравоохранения СССР от 18 августа 1988 г. N 660 „Об утверждении состава АИ-II“». Приказом Росстандарта от 17.05.2012 г. № 67-ст с 01.07.2012 прекращено применение на территории Российской Федерации ГОСТ 23267-78 «Аптечки индивидуальные. Технические условия».
Письмом Росздравнадзора РФ от 28.07.2014 г. № 01и-1108/14 «О применении аптечек индивидуальных типа АИ-2, АИ-4» указано на недопустимость использования и приобретения АИ-2 и АИ-4. Также в федеральные органы исполнительной власти, исполнительные органы государственной власти субъектов Российской Федерации, руководителям органов государственной власти субъектов Российской Федерации в сфере охраны здоровья и организации Министерством здравоохранения РФ было направлено письмо от 03.06.2014 г. № 14-3/10/2-4031 «О прекращении обращения аптечки индивидуальной».

## Комплектация аптечки индивидуальной АИ-2
- Противобактериальное средство № 2 (сульфадиметоксин 0,2 г.) — 1 удлинённый пенал без окраски на 15 таблеток;
- Радиозащитное средство № 2 (калия йодид 0,125 г.) — 1 пенал белого цвета на 10 таблеток;
- Противорвотное средство (этаперазин 0,006 г.) — 1 пенал голубого цвета на 5 таблеток;
- Противобактериальное средство № 1 (хлортетрациклин 0,006 г.) — 2 пенала без окраски с квадратными корпусами на 5 таблеток каждый;
- Радиозащитное средство № 1 (цистамин 0,2 г.) — 2 пенала малинового цвета на 6 таблеток каждый.

Также в состав входили препараты тарен либо апрофен — противоядия от ФОВ.
В аптечках, находящихся на оснащении сотрудников государственных структур, дополнительно находились 2 шприц-тюбика:
- Белый шприц-тюбик содержал промедол, наркотический опиоидный анальгетик;
- Красный шприц-тюбик содержал афин — антидот, применяемый в случае поражения фосфороорганическими отравляющими веществами.